# Веселов, Алексей Гурьянович
Алексе́й Гурья́нович Весело́в (1924, Дмитриево, Череповецкий уезд, Череповецкая губерния — 24 мая 1997, Мончегорск, Мурманская область) — старший конвертерщик комбината «Североникель» имени В. И. Ленина объединения «Никель» Министерства цветной металлургии СССР, Мурманская область.металлург. Герой Социалистического Труда (1971).

## Биография
Родился в 1924 году в деревне Дмитриево (Дмитриевская) Череповецкого уезда Череповецкой губернии (ныне — в Череповецком районе Вологодской области).
В Великую Отечественную войну трудился в колхозе. С февраля 1942 года служил в действующей армии, командир 45-мм противотанкового орудия в 65-м гвардейском стрелковом полку 22-й гвардейской стрелковой дивизии. В феврале 1943 года был тяжело ранен. После излечения в 1944 году продолжил боевой путь стрелком-радистом на авиационной базе.
С 1950 года работал на комбинате «Североникель», где сменил несколько мест — сигналиста, конверторщика, старшего конверторщика, формовщика, бригадира формовщиков.
По итогам работы в 7-й семилетке (1959—1965) награждён орденом Трудового Красного Знамени.
Указом Президиума Верховного Совета СССР от 30 марта 1971 года за выдающиеся заслуги, достигнутые в развитии цветной металлургии, Веселову Алексею Гурьяновичу присвоено звание Героя Социалистического Труда с вручением ордена Ленина и золотой медали «Серп и Молот».
Позже работал формовщиком и бригадиром формовщиков на комбинате «Североникель».
После достижения пенсионного возраста по горячей сетке продолжил работать в спортивном комплексе «Североникеля».
Проживал в Мончегорске. Умер 24 мая 1997 года.

## Награды и звания
- Золотая медаль «Серп и Молот» (30.03.1971)
- Орден Ленина (30.03.1971)
- Орден Трудового Красного Знамени (20.05.1966)
- Орден Отечественной войны I степени (11.03.1985)[5]
- медаль «За отвагу» (06.11.1947)[6]
- Медаль «В ознаменование 100-летия со дня рождения Владимира Ильича Ленина» (6 апреля 1970)
- Медаль «За трудовое отличие»(27.12.1954)
- Медаль «За победу над Германией в Великой Отечественной войне 1941—1945 гг.» (9 мая 1945[7])[6]
- Юбилейная медаль «Двадцать лет Победы в Великой Отечественной войне 1941—1945 гг.» (7 мая 1965[8])
- Юбилейная медаль «Тридцать лет Победы в Великой Отечественной войне 1941—1945 гг.»[9]
- Медаль «Сорок лет Победы в Великой Отечественной войне 1941-1945 гг.»[10]
- Медаль «Ветеран труда»
- Медаль «30 лет Советской Армии и Флота»[11]
- Юбилейная медаль «40 лет Вооружённых Сил СССР»[12]
- Юбилейная медаль «50 лет Вооружённых Сил СССР» (26 декабря 1967[13])
- Юбилейная медаль «60 лет Вооружённых Сил СССР» (28 января 1978[14])
- Юбилейная медаль «70 лет Вооружённых Сил СССР» (28 января 1988[15])
- Знак «Гвардия»
- Знак МО СССР «25 лет Победы в Великой Отечественной войне» (24 апреля 1970)

- звание почётного металлурга СССР (1971)

## Память
- На могиле установлен надгробный памятник.
- Его имя увековечено в Главном Храме Вооружённых сил России, и навсегда запечатлено на мемориале «Дорога памяти»